# Lindisfarne-evangeliarium

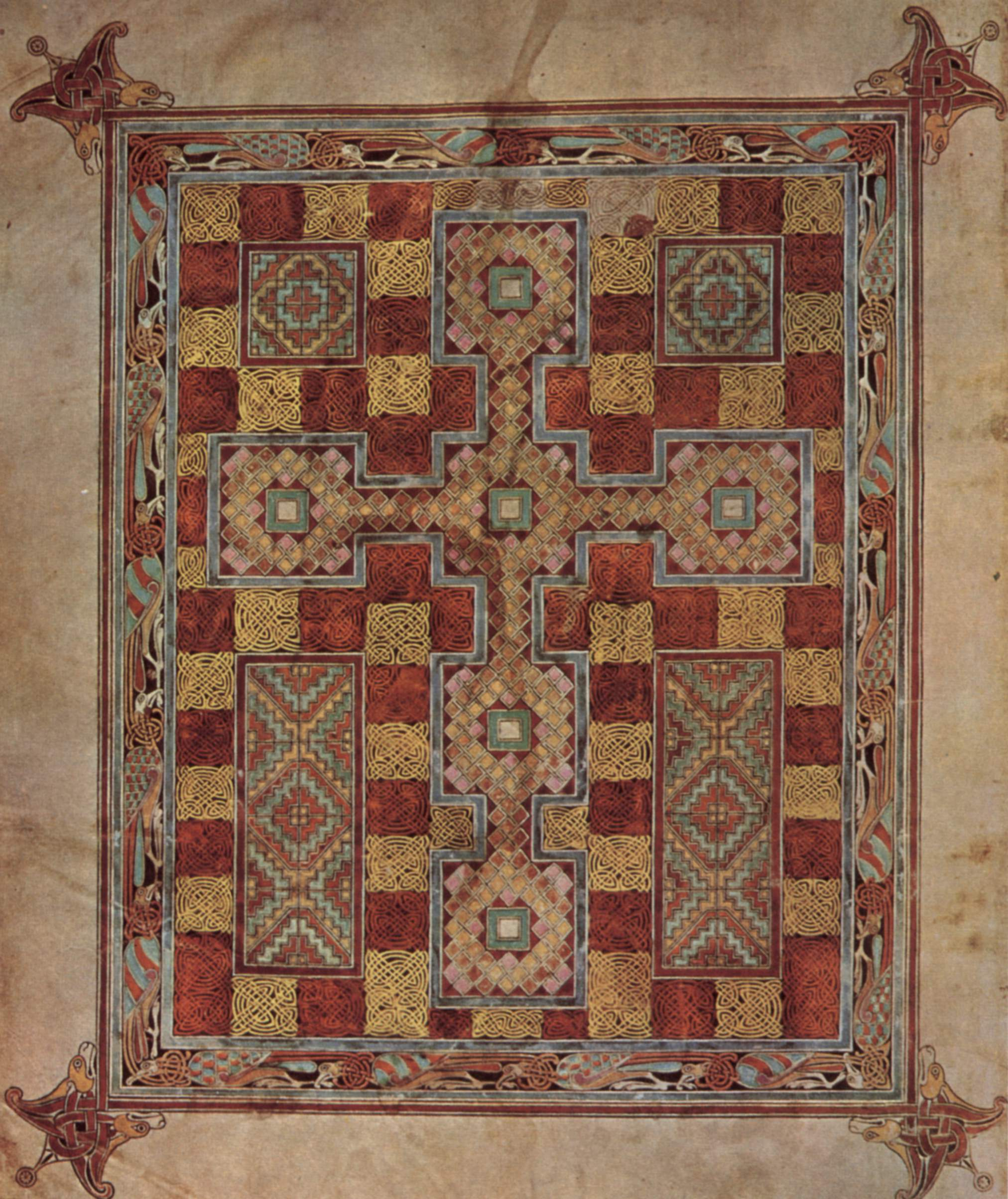
Lindisfarne evangeliarium Tapijtpagina, met een Latijns kruis, Keltische decoratieve patronen met verweven zoömorfe motieven

Het Lindisfarne-evangeliarium of de Lindisfarne-gospels zoals ze genoemd worden in de Engelse literatuur is een rijk verlucht manuscript dat tussen 680 en 720 waarschijnlijk in het klooster op het getijdeneiland Lindisfarne voor de kust van het Angelsaksische koninkrijk Northumbria werd vervaardigd. Deze abdij werd in 635 op verzoek van Oswald van Northumbria, die tijdens zijn ballingschap op het eiland Iona in het klooster van Columba had verbleven, gesticht door de Ierse monnik St. Aidan. Het Lindisfarne-evangeliarium wordt beschouwd als een van de beste voorbeelden van de Hiberno-Saksische stijl die ontstond uit de vermenging van de Keltische stijl, die door Ierse missionarissen naar de Britse eilanden werd gebracht, en de lokale Angelsaksische stijl. Het boek toont daarnaast ook invloeden van Germaanse, Romeinse, Byzantijnse, en van Vroegchristelijke kunst met elementen uit Noord-Afrika en het Midden-Oosten. Het handschrift wordt nu bewaard in de British Library onder de signatuur Cotton MS Nero D.IV.

## Context

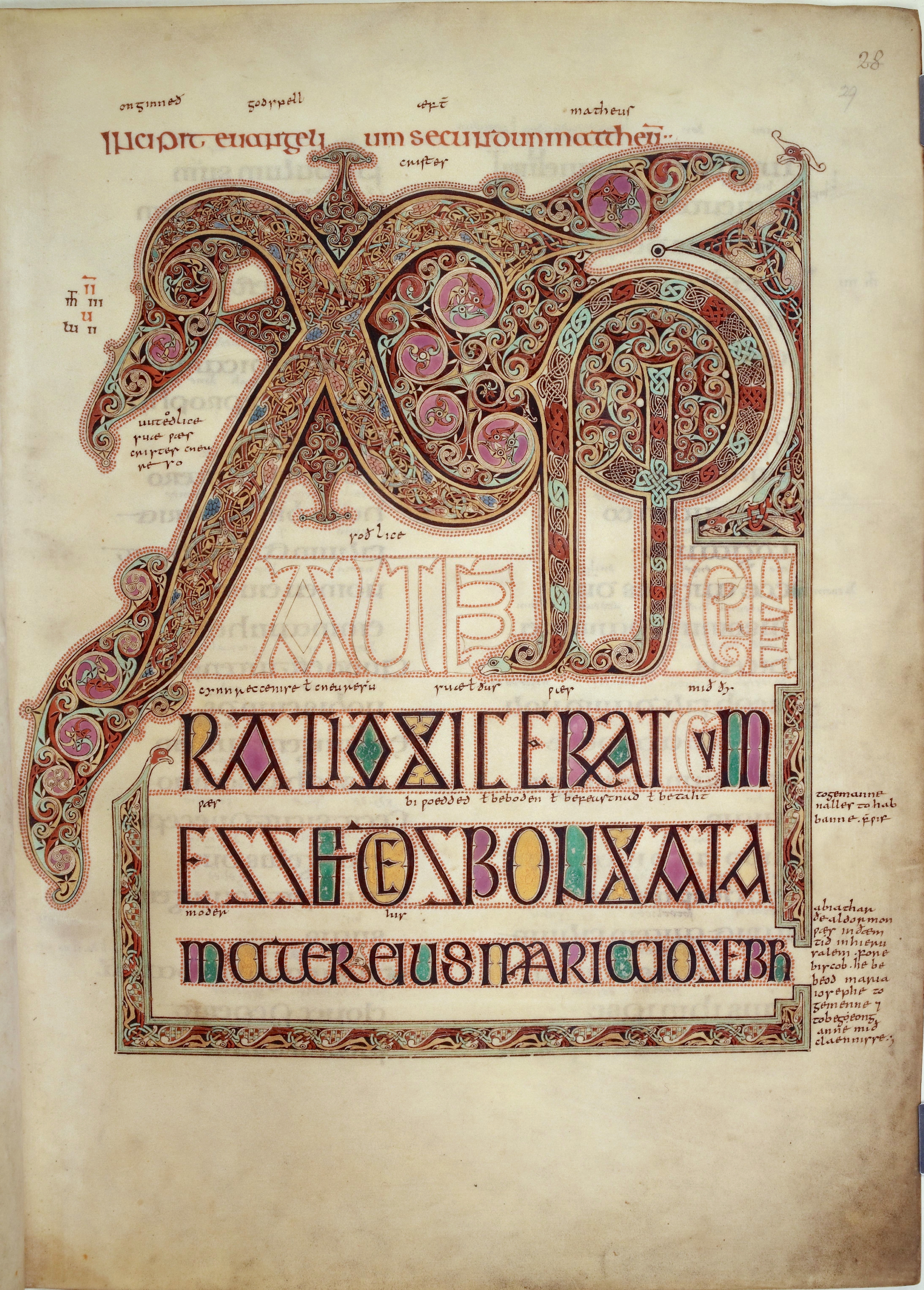
Lindisfarne evangeliarium: Chi-Rho uit het Matteüs evangelie

Het Lindisfarne evangeliarium dankt waarschijnlijk zijn ontstaan aan de cultus van Sint-Cuthbert. Cuthbert stierf in 687 en werd vrij snel als heilige vereerd. Vroeger werd door de deskundigen vrij algemeen aangenomen dat het handschrift werd gemaakt in 698 ter gelegenheid van de translatie van de relieken van St. Cuthbert naar het hoogaltaar van de kloosterkerk van Lindisfarne. Men baseerde zich hiervoor op het colofon dat een goede 250 jaar later in het handschrift werd opgetekend door een zekere Aldred, de monnik die het evangeliarium vertaalde in het Oudengels. In dit colofon staat dat Eadfrith, de abt  van Lindisfarne, het manuscript schreef ter ere van God en van Sint-Cuthbert, dat Ethelwald het inbond de boekband liet maken en dat de heremiet Billfrith het decoreerde met goud en edelstenen. Eadfrith werd abt in 698 en stierf in 721, Ethelwald was zijn opvolger. 
Op het einde van de 7e eeuw was in de Engelse kerk een strijd aan de gang tussen de aanhangers van de Keltische strekking en die van de Romeinse factie. Er werd door koning Oswiu van Northumbria een synode bijeengeroepen in Whitby om hierover een beslissing te nemen, maar ook al werd daar beslist voor de Romeinse strekking en gebruiken zou het nog tot in de 12e eeuw duren voor de Keltische kerk volledig was geassimileerd met de Roomse. Cuthbert was een van de abten die trachtte de beide partijen te verzoenen. Zijn opvolger als abt van Lindisfarne, Wilfrid was geen consensus figuur en werd afgezet in 691 en geëxcommuniceerd in 693.
In 705 had een monnik uit Lindisfarne een "Leven van St. Cuthbert" geschreven en abt Eadfrith gaf opdracht aan Beda van de abdij van Monkwearmouth-Jarrow om dit leven te herschrijven en de verzoening van de Keltische en Angelsaksische strekkingen daarin te benadrukken. Het is waarschijnlijk door het ontstaan van de verering van St. Cuthbert dat de noodzaak werd aangevoeld om een groot evangelieboek te maken dat bij die verering kon getoond worden aan de gelovigen zoals toen gebruikelijk was.

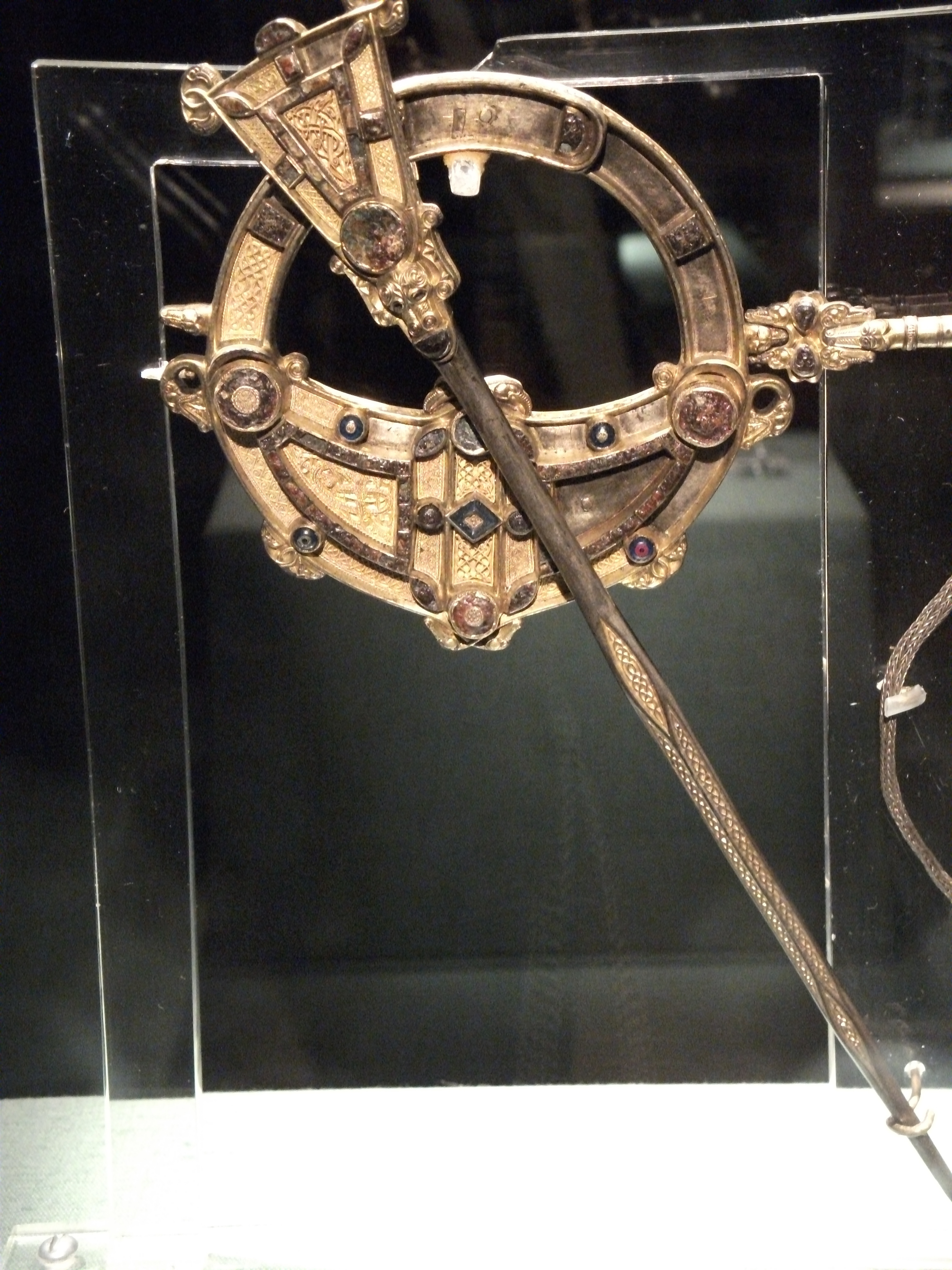
Tara broche met Keltisch vlechtwerk

## Oorsprong
De ontdekking van de Tara-broche uit de 8e eeuw op de Ierse kust in 1850 startte een campagne van Ierse deskundigen om alles wat insulaire kunst was te zien als Ierse kunst of Ierse kunst gemaakt op Angelsaksisch bodem. De reactie liet niet lang op zich wachten en alles wat Germaanse invloeden toonde werd door de Britse geleerden aanzien als insulaire kunst van Angelsaksische oorsprong. Recent onderzoek en archeologische vondsten toonden aan dat de Insulaire kunst die nu eens door de Ieren en dan weer door de Britten werd geclaimd eigenlijk gemeenschappelijk erfgoed is, ontstaan uit het samengaan van Keltische, Pictische en Germaanse elementen die te herkennen zijn op kunstsmeedwerk en beeldhouwwerk uit de zesde tot de negende eeuw.

Angelsaksische sierspeld uit de begraafplaats van Sutton Hoo.

Het handschrift maakt deel uit van een groep van vier manuscripten met het Durham-evangeliarium, het Evangeliarium van Echternach en het Otho-Corpus-evangeliarium die dus allemaal producten zouden zijn van het scriptorium van Lindisfarne. Het Otho-corpus-evangeliarium en het Lindisfarne–evangeliarium zijn sterk gerelateerd.
Michelle Brown, die het handschrift recent heeft onderzocht zegt dat het onmogelijk met zekerheid is vast te stellen waar het handschrift werd gemaakt, In Ierland, in Nothumbrië of zelfs in een scriptorium op het continent, maar ook zij opteert voor Lindisfarne op basis van de hybride stijl van de verluchting die in Lindisfarne moet aanwezig geweest zijn en veel minder op de andere plaatsen die als mogelijke plaats van oorsprong werden geopperd, maar ook de archeologische artefacten ter plaatse en in Durham (o.m. de doodskist met relieken van St. Cuthbert) leidden haar tot dit besluit.
Waar het handschrift ook is gemaakt, het heeft zich op een bepaald moment wel in hetzelfde scriptorium bevonden als het Durham-evangeliarium want modern onderzoek heeft uitgewezen dat beide manuscripten kort na hun ontstaan door dezelfde persoon zijn gecorrigeerd. Meer zelfs, men gaat ervan uit dat het Durham-evangeliarium een eerste keer werd gecorrigeerd en enige tijd later een tweede keer met ditmaal het Lindisfarne-evangeliarium als legger.

## De kopiist
Gebaseerd op het colofon dat Aldred aan het manuscript toevoegde, werd de tekst geschreven door Eadfrith de abt van Lindisfarne. Men kan zich de vraag stellen of dit geloofwaardig is. Eadfrith moest zich bekommeren over het wel en wee van zijn abdij en had daarenboven waarschijnlijk nog behoorlijk wat werk buiten de abdij verbonden aan zijn functie. Waarschijnlijk was hij ook aanwezig bij de acht gebedsstonden van het dagelijks koorgebed. Het moet voor één man dus geen kleine opdracht geweest zijn om daarnaast nog de vier evangelies over te schrijven en te decoreren.
Niettemin zijn deskundigen het erover eens dat het handschrift geschreven en gedecoreerd is door één hand. Men kan er trouwens van uitgaan dat in die tijd het schrijven van een dergelijk belangrijk werk niet werd overgelaten aan de eerste de beste. Andere voorbeelden tonen ons meermaals dat het schrijven van een belangrijk werk dikwijls werd uitgevoerd door een belangrijk persoon. Moderne kalligrafen schatten dat een werk van die omvang met de moderne hulpmiddelen waarbij basisvoorzieningen zoals een degelijke verlichting en verwarming, minstens twee jaar in beslag zou nemen als een voltijdse job en zonder dezelfde kwaliteit te benaderen. Voor Eadfrith heeft dit waarschijnlijk in de buurt van 10 jaar werk gekost. 
Het feit dat het colofon het inbinden van het handschrift bij de opvolger van Eadfrith legt lijkt er ook op te wijzen dat het handschrift bij het overlijden van Eadfrith pas afgewerkt geraakt was, als Eadfrith het handschrift had geschreven voor zijn aanstelling als abt in 698 zou hij waarschijnlijk zelf voor de inbinding gezorgd hebben. Dit plaatst de realisatie van het manuscript eerder in de periode van 710 tot 720 dan de vroeger dikwijls gestelde datum van 698.
Het is dus zeer goed mogelijk dat wat Aldred schreef in zijn colofon, en wat zonder twijfel berustte op mondelinge overlevering in de gemeenschap, op waarheid berustte.

## Geschiedenis

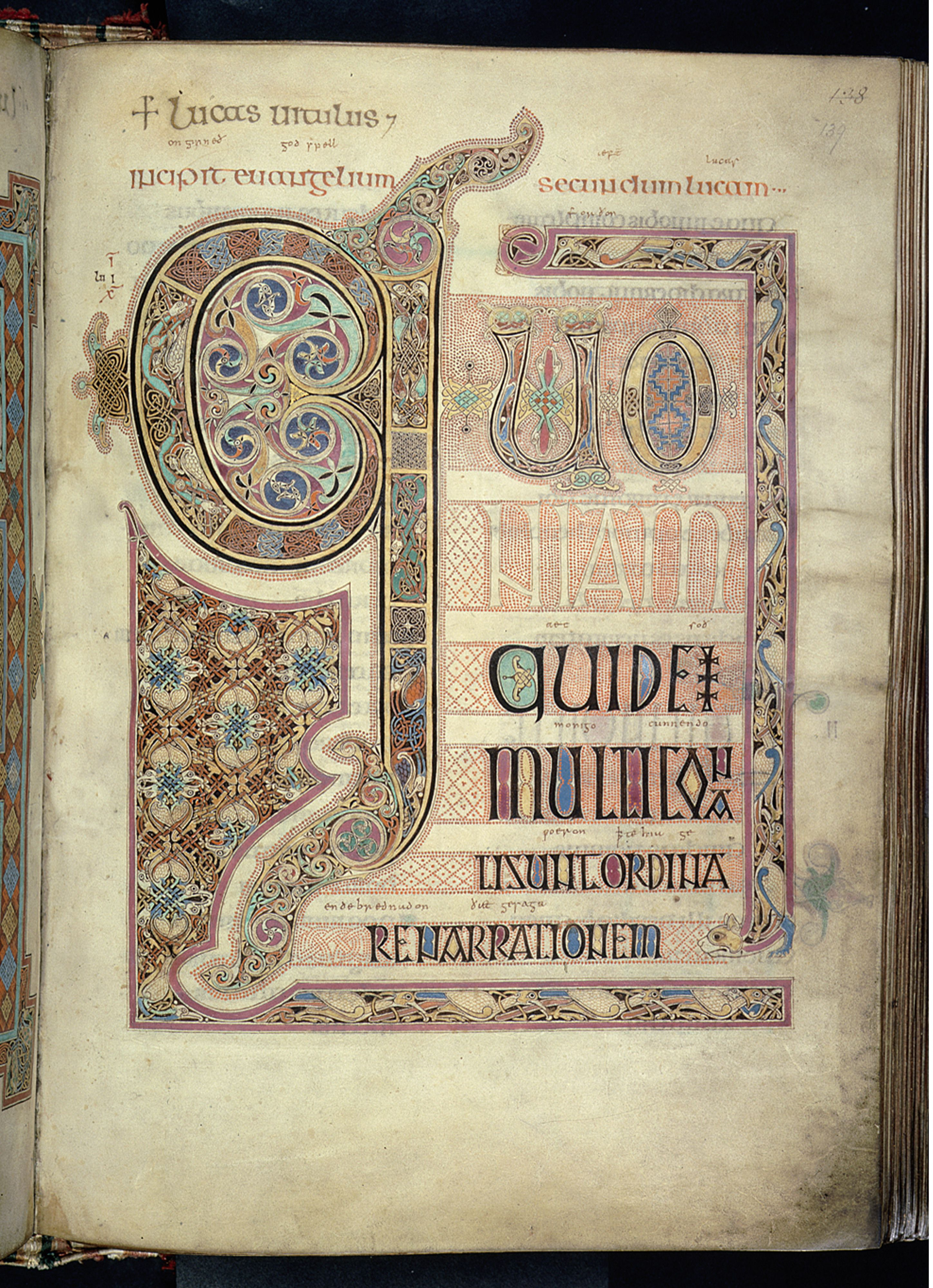
Lindisfarne evangeliarium: f139r, incipit van het Lucas evangelie.

Het handschrift bevond zich duidelijk in de gemeenschap van St. Cuthbert in Chester-le-Street tussen 950 en 970 toen het door Aldred, de toekomstige provoost (tuchtmeester) van de gemeenschap, voorzien werd van een Angelsaksische vertaling. Zoals we eerder hebben gezien werd het handschrift waarschijnlijk gemaakt in Lindisfarne in het begin van de 8e eeuw. Onder de steeds weerkerende strooptochten van de Vikingen brachten de monniken onder abt Ecgred (830 – 846) hun kostbare bezittingen samen met de relieken van Cuthbert en de resten van koning Ceolwulf van Northumbria in veiligheid in Norham, ten noorden van Lindisfarne. 
Omstreeks 875 verlieten ze Lindisfarne onder druk van de herhaalde aanvallen van de Denen die ondertussen een permanente vestiging hadden opgericht aan de Tyne. Ze beginnen aan een zwerftocht die ettelijke jaren zal duren en nemen alles wat kostbaar is met zich mee. In 883 krijgen ze van de Vikingleider van het Koninkrijk Jorvik Guthred de toestemming om zich te vestigen in het vroegere Romeinse fort van Chester-le Street en kregen ze alle vroegere bezittingen van Wearmouth en Jarrow, het land tussen Tyne en Wear.
In 995 verhuisde de gemeenschap onder de leiding van abt Aldhun naar Durham. In 1069 vluchtten ze voor een laatste keer uit Durham voor de plunderende Normandiërs van Willem de Veroveraar en ze keren terug in 1070. In 1083 wordt de gemeenschap van St. Curthbert dan definitief vervangen door een benedictijnenklooster en wordt er in Lindisfarne een priorij gesticht onder de leiding van het klooster in Durham.
Tussen 1104 en 1109 schrijft Symeon van Durham zijn Historia Dunelmensis Ecclesiae een tekst die inhoudelijk in grote lijnen overeenkomt met het colofon van Aldred, alleen Aldred zelf wordt niet vermeld. Symeon is ook de eerste die het verhaal vertelt dat het boek gemaakt door Eadfrith, Aethilwald en Billfrith en dat bewaard werd bij de relieken van St. Cuthbert in de kathedraal van Durham, tijdens de zwerftochten van de monniken in zee terechtkwam maar dankzij een aanwijzing van Cuthbert zelf in een visioen, door een van de monniken, Hunred genoemd, onbeschadigd werd teruggevonden bij eb. Dit zou kunnen over het Lindisfarne evangeliarium gaan, maar het kan natuurlijk ook een ander evangelieboek betreffen, hoewel het wel erg toevallig zou zijn dat er twee handschriften aan identiek dezelfde personen zouden zijn toegeschreven. Een dergelijk waterwonder is uiteraard geen unicum in de middeleeuwen, er werden 300 boeken toegeschreven aan de heilige Columba die ongeveer hetzelfde hadden meegemaakt!
In een inventaris van 1367 van de boeken in de priorij van Lindisfarne wordt een boek vermeld als het boek van Sint Cuthbert dat in zee viel. Dat zou dus weerom op het evangeliarium van Lindisfarne kunnen slaan en aantonen dat het boek op een bepaald moment van zijn geschiedenis terug naar Lindisfarne werd gebracht, maar ook dat blijft uiteraard een veronderstelling.
In een inventaris van 1383 uit Durham worden een aantal items beschreven die zouden kunnen overeenkomen met het Lindisfarne evangeliarium.
Over de opheffing van de priorij van Lindisfarne in 1537 is geen documentatie bewaard gebleven. De priorij van de kathedraal van Durham werd opgeheven in 1539 maar ging over naar de Anglicaanse kerk, zodat de meeste boeken en andere kostbare bezittingen bewaard bleven voor de kathedraal. De documenten van Durham maken gewag van het bezoek van de agenten van de koning, maar over het aanslaan van boeken wordt met geen woord gerept. Men neemt aan dat de kostbare boekplatten toen werden verwijderd of dat het boek zelf mee naar Londen werd genomen, maar hiervan is geen enkel bewijs en het boek of de juwelen worden ook niet vermeld in inventarissen van de koning. Dus hoe het boek van Durham in Londen terechtkwam blijft een raadsel. Brown zegt hierbij dat het best mogelijk is dat het boek al jaren voordien naar Londen werd meegenomen door hoge geestelijken van Durham die ook in Londen belangen hadden.
Tussen 1603 en 1605 is het boek in het bezit van Robert Bowyer, Keeper of Records in the Tower of London. Het handschrift wordt in 1613 gekocht door Sir Robert Cotton die een beschrijving laat aanbrengen op f1r. Zijn kleinzoon schenkt de bibliotheek aan de Britse natie en in 1753 worden de boeken overgebracht naar het nieuw gebouwde British Museum. De bibliotheek van het British Museum werd in 1973 ondergebracht in de British Library, die dus nu het Lindisfarne evangeliarium bewaart.
Sedert enkele jaren voert de Northumbrian Association een campagne om het Lindisfarne evangeliarium terug te brengen naar zijn plaats van oorsprong (zie bij ‘Externe links’). De British Library heeft uiteraard geen oren hiernaar.

## Beschrijving
Het handschrift bestaat uit 258 folia uit perkament van 340 x 245 mm. Volgens resten van haren aangetroffen in het boek zou het om vellum gaan, zeer fijn en kwalitatief hoogstaand perkament gemaakt van kalfshuid. Het perkament is perfect voorbereid, in die mate dat het zelfs moeilijk is vlees- en haarzijde te onderscheiden. Het vellum is vrij wit van kleur. Het is onwaarschijnlijk dat zelfs een relatief grote gemeenschap op korte tijd 150 kalfshuiden van perfecte kwaliteit kon verzamelen wat wijst op een project dat een behoorlijke tijd heeft geduurd (5 à 10 jaar).

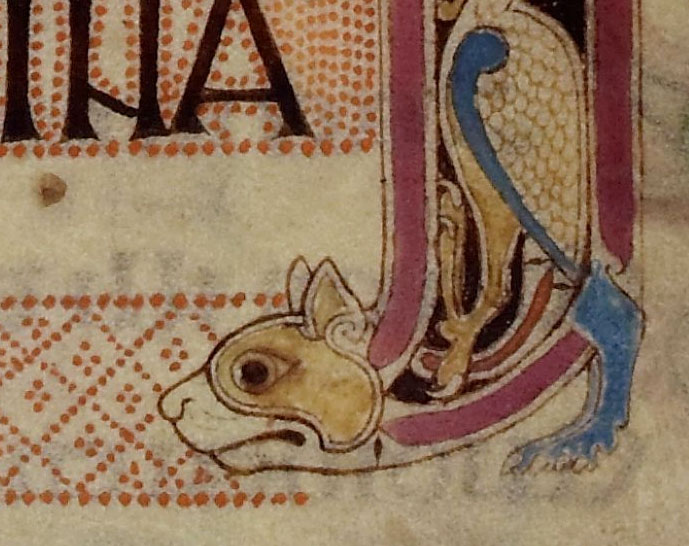
Lindisfarne evangeliarium: f139v, de kat van Eadfrith

Het boek was voor het grootste gedeelte samengesteld uit quaternions, katernen met vier bifolia per katern, maar voor de folia met veel versiering zoals de tapijtpagina’s werden dikwijls singletons (een afzonderlijk folium) gebruikt, dit waarschijnlijk om het productieproces van de katernen met voornamelijk schrift erin niet te vertragen. Elk evangelie en elk voorwoord heeft zijn eigen katern of katernen wat uitzonderlijk is voor de vroege westerse handschriften. Alleen het einde van het Lucas evangelie en het voorwoord van Marcus maken hierop een uitzondering. Dit wijst op een mogelijke invloed van oosterse tradities. In totaal zijn er 39 katernen.
De tekst werd eind zevende, begin achtste eeuw geschreven in het Latijn in een insulaire half-unciaal in 2 kolommen van 24 of 25 lijnen. De bladspiegel meet  232 à 237 x 185 à 188 mm. Elke bladzijde werd voor het schrijven afgelijnd. De linkermarge van elke kolom bestaat uit twee lijnen, een voor de versalen (beginletters van een vers) en een voor de normale tekst, de rechtermarge heeft slechts één lijn. De prikgaatjes zijn nog duidelijk te zien. Het aflijnen gebeurde met een voorloper van de loodstift waarvan de ontdekking tot nu toe ongeveer 400 jaar later werd gesitueerd.  De Latijnse tekst is geschreven met donkerbruine, bijna zwarte inkt die deeltjes roet of lampzwart bevat. De interlineaire glossen in het plaatselijke Angelsaksische dialect (Oudengels), die in het midden van de 10e eeuw werden toegevoegd door de monnik Aldred zijn in een Anglo-Saksische minuskel geschreven, eveneens in zwarte inkt, maar vanaf Johannes 5:10 gaat de schrijver over op rode inkt.
De originele boekplatten zijn verloren gegaan, niet tijdens de invallen van de Vikings zoals meestal wordt beweerd maar waarschijnlijk toen het boek na de opheffing van de kloosters door Hendrik VIII, uit Durham verdween en later in Londen opdook. In 1852 werd het manuscript opnieuw ingebonden met kostbare boekplatten geschonken door de bisschop van Durham, Dr. Edward Maltby. De boekplatten werden gemaakt naar een ontwerp geïnspireerd op de versieringen in het manuscript door de zilversmid Smith, Nicholson and Co. van Lincoln’s Inn in Londen.

## Inhoud
De tekst van de Lindisfarne gospels is gebaseerd op de Vulgaat van Hiëronymus. De legger was waarschijnlijk een evangeliarium afkomstig uit Italië, dat geleend werd in de abdij van Monkwearmouth-Jarrow in de nabijheid van Lindisfarne. Benedictus Biscop de abt van die dubbel-abdij heeft verschillende Rome-reizen ondernomen en ongetwijfeld heeft hij manuscripten meegebracht naar Northumbria. Lang werd aangenomen dat het voorbeeld voor het Lindisfarne evangeliarium uit Napels zou gekomen zijn omwille van het vermelden van de heilige Januarius maar recent onderzoek wees uit dat deze Napolitaanse heilige ook geassocieerd kan worden met het klooster van Vivarium bij Scylaceum in Calabrië gesticht door Cassiodorus en met de werken die daar zijn ontstaan. Verschillende van die werken uit Vivarium zouden beschikbaar geweest zijn in Wearmouth-Jarrow.
Het handschrift bevat de vier evangelies, volgens de Vulgaat, in de volgorde Matteüs, Marcus, Lucas en Johannes. Daarnaast bevat het boek de "Novum opus", de brief van Hiëronymus aan paus Damasus, over zijn Bijbelvertaling, zo genoemd naar de eerste twee woorden ervan. Verder zij er de "breves causae" of "capitulationes", de samenvattingen van de evangeliën en de "argumentae", korte biografieën van de evangelisten, die telkens de tekst van het evangelie voorafgaan. Het boek bevat ook een "Liber generationis" met de afstamming van Christus vanaf Abraham en de Canons van Eusebius, referentietabellen die het de gebruiker van het boek makkelijk maken om de parallelle teksten in de vier evangeliën op te zoeken.
De gedetailleerde indeling van het handschrift kan men terugvinden in de onderstaande tabel.
| Fol.         | Inhoud |
| ------------ | --- |
| f2v          | Tapijtpagina bij de Prefatio van Hiëronymus                                                                                              |
| f3r          | Incipit pagina van de Novum Opus tekst van Hiëronymus                                                                                    |
| ff.3v-5va    | Novum Opus, vervolg |
| ff.5vb-8ra   | Plures fuisse voorwoord van Hiëronymus                                                                                                   |
| ff.8rb-17v   | Canontabellen van Eusebius; toelichting bij het gebruik                                                                                  |
| f9v          | blanco pagina |
| ff.10r-17v   | Canontabellen van Eusebius |
| f18r         | blanco pagina |
| ff.18v-19r   | Incipit van het Argumentum op Matteüs.                                                                                                   |
| ff.19r-f24v  | Capitula lectionem secundum mattheum |
| f25r         | blanco pagina |
| f25v         | Portret van de evangelist Matteüs |
| f26r         | blanco pagina |
| f26v         | Tapijtpagina bij het Matteüs evangelie                                                                                                   |
| f27r         | Incipit pagina van het Mattheüs evangelie met de in versierde initialen uitgewerkte Liber tekst bij het begin van de Liber generationis” |
| ff.27v-28r   | Liber generationis: de afstamming van Christus                                                                                           |
| f28v         | blanco pagina |
| f29r         | Incipit van het evangelie volgens Mattheus, met Chi-Rho initiaal                                                                         |
| ff.29r-89v   | Evangelie volgens Matteüs |
| f90r         | Incipit van het argumentum bij het Marcus evangelie                                                                                      |
| ff.90v-93r   | Capitula bij het Marcus evangelie |
| f93v         | Portret van de evangelist Marcus |
| f94r         | blanco pagina |
| f94v         | Tapijtpagina bij het Marcus evangelie |
| f95r         | Incipit van het Marcus evangelie |
| ff.95vr-130r | Evangelie volgens Marcus |
| ff.130v-131r | Incipit van het argumentum bij het Lucas evangelie en argumentum                                                                         |
| ff.131v-137r | Capitulae bij het Lucas evangelie |
| f137v        | Portret van de evangelist Lucas |
| f138r        | blanco pagina |
| f138v        | Tapijtpagina bij het Lucas evangelie |
| f139r        | Incipit van het Lucas evangelie |
| ff.139v-203r | Evangelie volgens Lucas |
| ff.203v-204r | Incipit van het argumentum bij het Johannes evangelie en argumentum                                                                      |
| ff.204r-208v | Capitulae bij het Johannes evangelie |
| f209r        | blanco pagina |
| f209v        | Portret van de evangelist Johannes |
| f210r        | blanco pagina |
| f210v        | Tapijtpagina bij het Johannes evangelie                                                                                                  |
| f211r        | Incipit van het Johannes evangelie |
| ff.211v-259r | Evangelie volgens Johannes |
| f259r        | De colofon van Aldred |
| f259v        | Blanco pagina |

## Verluchting

### Algemeen
Het Lindisfarne evangeliarium mag beschouwd worden als een staalkaart van de Insulaire kunst op het einde van de zevende eeuw, met zijn referenties aan de edelsmeedkunst van die tijd, een vermenging van Keltische, Anglosaksische, Pictische en Germaanse elementen. Maar daarnaast vinden we nog allerlei verwijzingen naar andere kunststijlen. Zo tonen de evangelistenportretten van Matteüs en Lucas ons de bebaarde heiligen van de Byzantijnse kunst en de portretten van de jonge, baardloze Marcus en Johannes afbeeldingen die schatplichtig zijn aan de Romeinse kunst. De evangelisten dragen antieke gewaden.
| Mattheus | Johannes | Marcus |

De tapijtpagina’s op hun beurt zouden Koptisch van oorsprong zijn en ze refereren misschien aan de echte bidtapijten die vandaag nog in gebruik zijn bij de Islam gelovigen, maar die in de vroege Christenheid ook door de christenen gebruikt werden. De grote initialen worden dan weer versierd met weefpatronen en allerlei dierfiguren uit de Keltische, Pictische en Germaanse kunst die we kennen uit archeologische vondsten van edelsmeedwerk en de vormen van de versierde letters zelf gaan terug op Romeinse voorbeelden maar zijn duidelijk beïnvloed door Germaanse runen en door het Griekse alfabet. Ook de aan de Romeinse architectuur ontleende arcaden van de canontabellen zijn prachtig versierd met allerlei weefpatronen van eenvoudig bandweefwerk tot verweven vogels en fabeldieren. Men kan ze bewonderen, uitvergroten  en in detail bestuderen op de afbeelding van f10r en volgende op de website van de British Library.

### Technische aspecten
In het Lindisfarne evangeliarium werd gebruikgemaakt van een vrij uitgebreid palet van Mediterrane oorsprong, waarschijnlijk afgeleid uit de voorbeelden in de bibliotheek van Wearmouth-Jarrow. In andere werken uit dezelfde tijd is het palet meestal beperkt tot rood, groen en geel. Hier en daar is goud gebruikt.  
De pigmenten die gebruikt werden bij de decoratie van het handschrift zijn van plantaardige of dierlijke oorsprong en werden waarschijnlijk vervaardigd uit plaatselijk gewonnen ingrediënten. De wijdverspreidde fabel dat bij het versieren van de Lindisfarne gospels lapis lazuli uit Afghanistan zou gebruikt zijn heeft geen stand gehouden bij het onderzoek met Raman-microscopie. Als pigmenten gebruikte de artiest onder meer blauw: Indigo of wede, geel: orpiment, rood: rood lood,  groen: spaans groen, purper: chrozophora tinctoria, zwart: koolstof van roet of lampzwart, wit:kalk van verpulverde schelpen of loodwit.
Alle decoratie werd voorbereid op de achterzijde van het vel perkament waarop de afbeelding moest komen, met een voortekening van het ontwerp met behulp van een soort loodstift. Hierbij werd gebruikgemaakt van liniaal en passer om de tekening te dimensioneren en voor te bereiden. De eigenlijke tekening op de achterzijde van het perkament werd met de vrije hand gemaakt maar gebruikte de voortekening op de verso zijde waarschijnlijk met een middeleeuwse voorloper van onze moderne lichtbak. Deze techniek is vrij uitzonderlijk en uniek voor de ganse middeleeuwen en zelfs daarna, meestal werd er gebruikgemaakt van een ondertekening.
De artiest heeft hier en daar een klein stukje van zijn ontwerp onafgewerkt gelaten. Hierover doen ook allerlei wilde theorieën de ronde. De meest waarschijnlijke optie is misschien dat Eadfrith wou tonen dat zijn werk nooit perfect kon zijn want dat alleen het werk van God dat was, dat kadert alleszins perfect in de tijdsgeest.

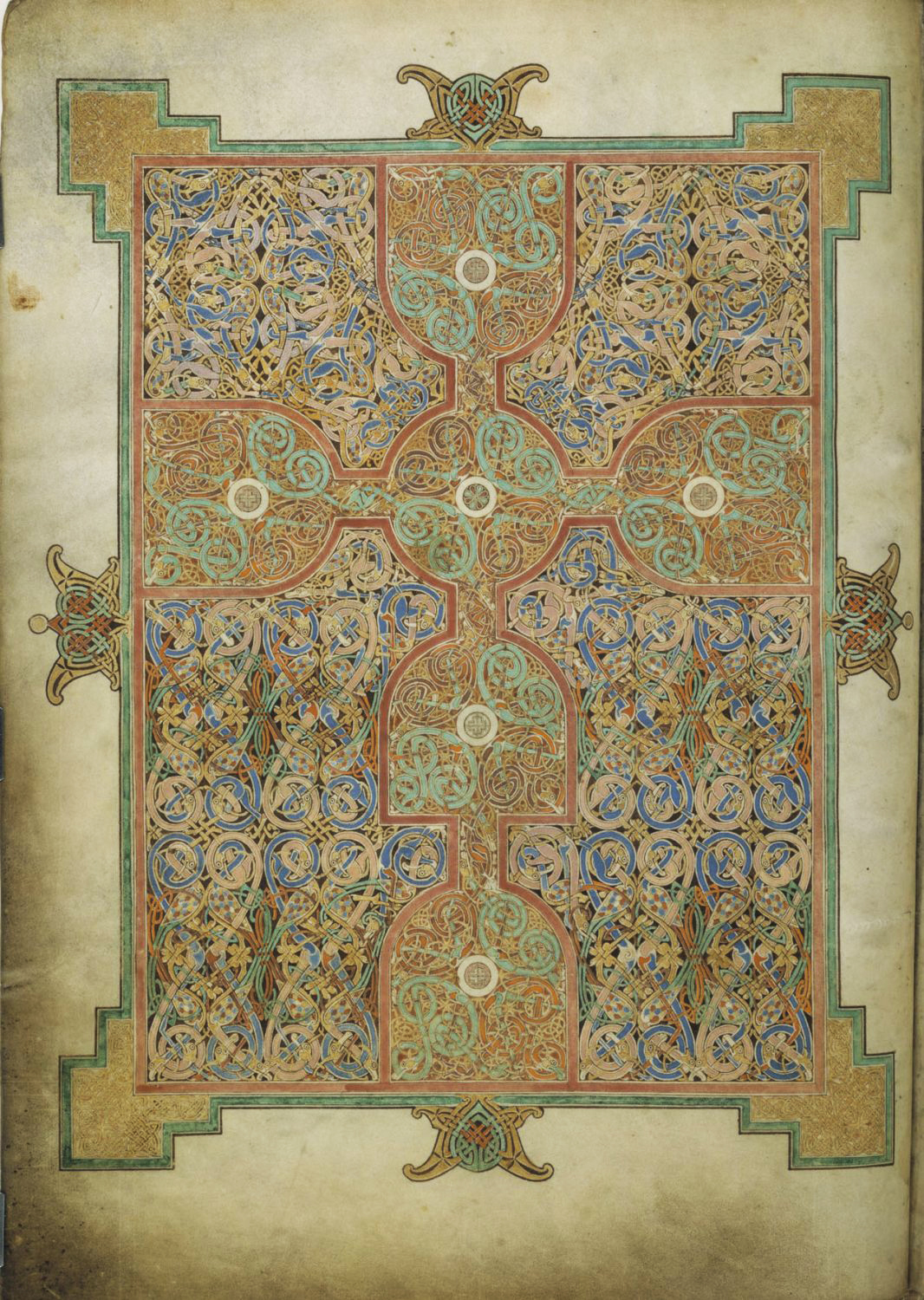
Lindisfarne evangeliarium, tapijtbladzijde bij het Matteüs evangelie, f26v

### Tapijtpagina’s
De tapijtpagina’s zijn waarschijnlijk de meest bekende pagina’s uit het Lindisfarne evangeliarium en ze horen ook bij de hoogtepunten van de insulaire kunst die tot op vandaag bewaard zijn gebleven. Alle tapijtpagina’s tonen een afbeelding van het zegevierende kruis van het christendom. Het kruis is samengesteld uit een vaste afboording en gevuld met vlechtwerk van banden, draden en dieren. De ruimte eromheen is eveneens volledig opgevuld met vlechtwerk waarin men zowel Keltische, Germaanse als Oriëntaalse invloeden kan terugvinden. Het kruis blijft zichtbaar maar gaat anderzijds volledig op in het geheel van de bladzijde. Een bijzonder mooi voorbeeld is de tapijtbladzijde bij het Matteüs evangelie op f26v.

### Verluchtingsprogramma
Het verluchtingsprogramma is vrij consequent doorgevoerd. Elk evangelie begint met het Argumentum dat gemerkt wordt met een grote initiaal van vijf of zes lijnen hoog. Hetzelfde gebeurt voor de capitulae. Daarna volgt het evangelistenportret, altijd op een verso zijde. De volgende bladzijde is blanco en op de verso zijde ervan vinden we de tapijtpagina. Tegenover de tapijtpagina vinden we dan de bladgrote incipit van het evangelie. Een uitzondering hierop is het Matteüs evangelie, waar we een eerste bladgrote incipit vinden voor de Liber Generationis en een tweede voor het eigenlijke evangelie. De inleiding van Hiëronymus wordt in dit evangeliarium belangrijk genoeg geacht om zijn eigen tapijtbladzijde en incipit te krijgen. In de tabel hieronder kan men op het foliumnummer klikken om de pagina te bekijken. De afbeeldingen van de British Library zijn van hoge resolutie wat toelaat van details te bekijken.
Lijst van de bijzonderste afbeeldingen:
- f3r: Tapijtpagina bij de Prefatio van Hiëronymus
- f3r: Incipit pagina van de Novum Opus tekst van Hiëronymus
- f5v: Plures fuisse voorwoord van Hiëronymus: voorbeeld van een hiërarchisch minder belangrijke tekst.
- f10r: Canontabellen van Eusebius: voorbeeld met de eerste van de zestien canontabellen
- f25v: Mattheus portret
- f26v: Tapijtpagina bij het Matteüs evangelie
- f27r: Incipit pagina van de Liber generationis”
- f29r: Incipit van het evangelie volgens Mattheus, met Chi-rho initiaal
- f93v: Marcus portret
- f94v: Tapijtpagina bij het Marcus evangelie
- f95r: Incipit van het Marcus evangelie
- f137v: Lucas portret
- f138v: Tapijtpagina bij het Lucas evangelie
- f139r: Incipit van het Lucas evangelie
- f209v: Johannes portret
- f210v: Tapijtpagina bij het Johannes evangelie
- f211r: Incipit van het Johannes evangelie